# Dreptul palestinienilor la întoarcere

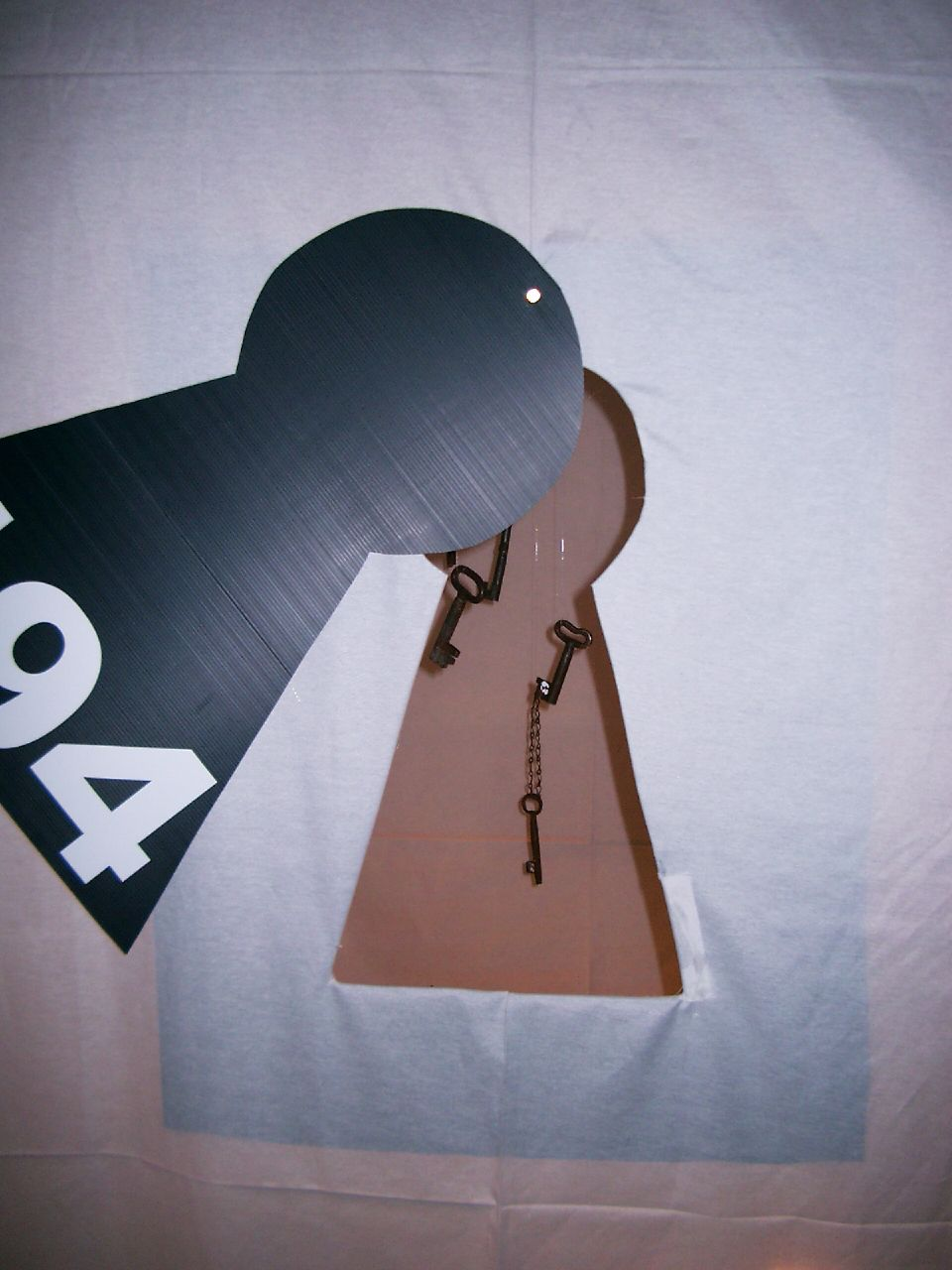
Această lucrare este intitulată Rezoluția 194. Cheile le simbolizează pe cele păstrate ca amintire de mulți dintre palestinienii care și-au părăsit locuințele în 1948. Astfel de chei și Handala sunt simbolurile palestiniene obișnuite de susținere a dreptului de întoarcere.

Dreptul palestinienilor la întoarcere (în arabă حق العودة, Ḥaqq al-ʿawda; în ebraică זכות השיבה, zkhut hashivah) reprezintă poziția politică sau principiul că atât prima generație de refugiați palestinieni (cca. 30.000 – 50.000 de persoane încă în viață în anul 2012), cât și urmașii acestora (cca. 5 milioane de persoane în 2012) au dreptul de a se întoarce și dreptul de a-și recăpăta proprietățile pe care ei înșiși ori înaintașii lor le-au părăsit sau au fost obligați să le părăsească în ceea ce acum sunt Israelul și teritoriile palestiniene (ambele foste oficial părți ale Palestinei sub Mandat britanic), ca urmare a exodului palestinian din 1948, a războiului din 1948 sau a războiului de 6 zile.
Principiul dreptului de întoarcere a fost formulat pentru prima dată pe 27 iunie 1948, de către mediatorul Națiunilor Unite Folke Bernadotte, iar adepții lui susțin că este un drept sacru, precum și un drept al omului a cărui aplicabilitate, atât la modul general, cât și în cazul specific al palestinienilor este protejată de dreptul internațional. Acest punct de vedere consideră că cei care optează să nu se întoarcă sau a căror întoarcere nu este fezabilă ar trebui să primească o compensație în loc. Adepții dreptului la întoarcere mai afirmă că poziția Israelului este în contrast flagrant cu propria-i lege a întoarcerii, care le asigură tuturor evreilor din lume dreptul de a se stabili permanent în Israel, în timp ce îi împiedică pe palestinieni să beneficieze de același drept.
Oponenții dreptului la întoarcere susțin că nu există nici o bază pentru acesta în dreptul internațional și că el reprezintă o solicitare nerealistă. Guvernul israelian nu vede ca pe un drept readmiterea refugiaților palestinieni în fostele lor case situate acum în Israel, ci ca pe o problemă politică ce ar trebui rezolvată în cadrul unui acord final de pace.

## Context

### Vedere generală
Numărul refugiaților palestinieni în urma războiului din 1948 este estimat între 700.000 și 800.000, iar alte 280.000–350.000 de persoane au devenit refugiate în 1967. Se consideră că aproximativ 120.000–170.000 dintre refugiații în urma războiului din 1967 s-au aflat și printre refugiații din 1948, fiind deci nevoiți să fugă pentru a doua oară. Astăzi, numărul estimat al refugiaților palestinieni, care îi cuprinde și pe urmașii celor refugiați direct, depășește cinci milioane. Încă din momentul fugii de la casele lor, dreptul de întoarcere a devenit de importanță crucială pentru palestinieni.
Primul pas formal spre recunoașterea unui drept de întoarcere a fost făcut odată cu adoptarea, pe 11 decembrie 1948, a Rezoluției 194 a Adunării Generale a Națiunilor Unite, care sublinia, în Articolul 11, că Adunarea:
Decide că refugiaților care doresc să se întoarcă la casele lor și să trăiască în pace cu vecinii ar trebui să li se permită să facă acest lucru la data cel mai curând posibilă, iar celor care nu doresc să se întoarcă trebuie să li se plătească compensații pentru proprietăți și pentru pierderea sau deteriorarea acestora, compensații care, conform principiilor legilor internaționale sau echității, ar trebui acordate de guvernele sau autoritățile responsabile; Însărcinează Comisia de Conciliere să faciliteze repatrierea, reinstalarea și reabilitarea economică și socială a refugiaților și plata compensațiilor și să mențină relații strânse cu Directorul Fondului Națiunilor Unite pentru Refugiații Palestinieni și, prin intermediul acestuia, cu organele și agențiile corespunzătoare ale Organizației Națiunilor Unite;
Rezoluția 3236, adoptată pe 22 noiembrie 1974, declara dreptul de întoarcere al palestinienilor ca „inalienabil”.
Dreptul de întoarcere a fost definit ca „cel mai important dintre drepturile palestiniene” la a 12-a întrunire a Consiliului Național Palestinian, din 1974, când a devenit prima componentă a „trinității” drepturilor inalienabile statuate de Organizația pentru Eliberarea Palestinei, celelalte două fiind dreptul la autodeterminare și dreptul la un stat independent.
Încă de la apariția problemei refugiaților palestinieni Israelul a respins în mod constant ideea că aceștia ar avea vreun „drept” inerent de întoarcere. În iunie 1948, guvernul israelian și-a făcut publică poziția, care a fost reiterată apoi într-o scrisoare trimisă Națiunilor Unite pe 2 august 1949, și anume că soluția pentru problema refugiaților palestinieni nu trebuie căutată prin întoarcerea acestora în Israel, ci prin stabilirea populației arabe palestiniene refugiate în alte state.

### Exodul palestinian din 1948
Problema refugiaților palestinieni s-a născut în timpul războiului din 1948, când între 700.000 și 800.000 de arabi și-au părăsit, au fugit sau au fost expulzați din casele lor aflate în teritoriul care a devenit ulterior Israel. Ei s-au stabilit apoi în tabere de refugiați din Transiordania, Liban, Siria, Egipt și din Cisiordania și Fâșia Gaza, ocupate în timpul războiului de Transiordania și Egipt.
Între decembrie 1947 și martie 1948, circa 100.000 de palestinieni și-au părăsit locuințele. Printre ei se aflau mulți din clasa superioară sau mijlocie din orașe, care au plecat voluntar, intenționând să se întoarcă după calmarea situației. Între aprilie și iulie 1948, între 250.000 și 300.000 au fugit din calea ofensivelor Haganah, în special din orașele Haifa, Tiberias, Beit Șe'an, Safed, Jaffa și Acra, care și-au pierdut astfel mai mult de 90% din locuitorii lor arabi. Au existat și expulzări, în special de-a lungul șoselei Tel-Aviv – Ierusalim și în Galileea de Est. După armistițiul din iunie, circa 100.000 de palestinieni au devenit refugiați. Aproximativ 50.000 de locuitori din Lydda și Ramle au fost expulzați spre Ramallah de către forțele israeliene în timpul Operațiunii Dani și mulți alții în timpul operațiunilor de curățare întreprinse de armata israeliană în zonele din ariergardă. În timpul Operațiunii Dekel, arabii din Nazaret și Galileea de Sud au putut rămâne la casele lor. Ei au format ulterior grosul arabilor israelieni. Între octombrie și noiembrie 1948, armata israeliană a lansat Operațiunea Yoav, pentru a alunga forțele egiptene din Negev, și Operațiunea Hiram, pentru alungarea Armatei Arabe de Eliberare din Galileea de Nord. Aceste acțiuni au generat un exod de 200.000, până la 220.000 de palestinieni. Aici arabii au fugit de teama atrocităților sau au fost expulzați de israelieni. În timpul Operațiunii Hiram, soldații israelieni au comis cel puțin nouă masacre împotriva arabilor. După război, între 1948 și 1950, armata israeliană a curățat zona frontierelor statului evreu, ceea ce a dus la expulzarea a încă 30.000–40.000 de arabi.
La acea vreme, Națiunile Unite au estimat numărul refugiaților arabi din afara Israelului la 711.000.
Până în prezent nici o țară arabă cu excepția Iordaniei nu a asimilat un număr semnificativ de refugiați palestinieni și nici nu le-a acordat cetățenie, iar mulți dintre aceștia supraviețuiesc doar pe baza ajutorului economic de la ONU sau de la persoane din alte țări. Poziția majorității țărilor arabe este să nu acorde cetățenie refugiaților palestinieni care trăiesc între granițele lor; această politică se explică în parte prin dorința acestor state de a vedea permisă reîntoarcerea palestinienilor la casele lor din Israel, și în parte pentru că aceste state doresc să se elibereze ele însele de povara refugiaților.

### Cauze și responsabilități
Cauzele și responsabilitățile exodului sunt un subiect de controversă printre istoricii și comentatorii conflictului. Deși istoricii s-au pus în ziua de astăzi de acord asupra majorității evenimentelor din acea perioadă, există totuși opinii diferite în privința faptului dacă exodul a rezultat ca urmare a unui plan conceput anterior sau în timpul războiului de către liderii sioniști, ori dacă a fost doar consecința neintenționată a războiului.

### Proprietățile absenților

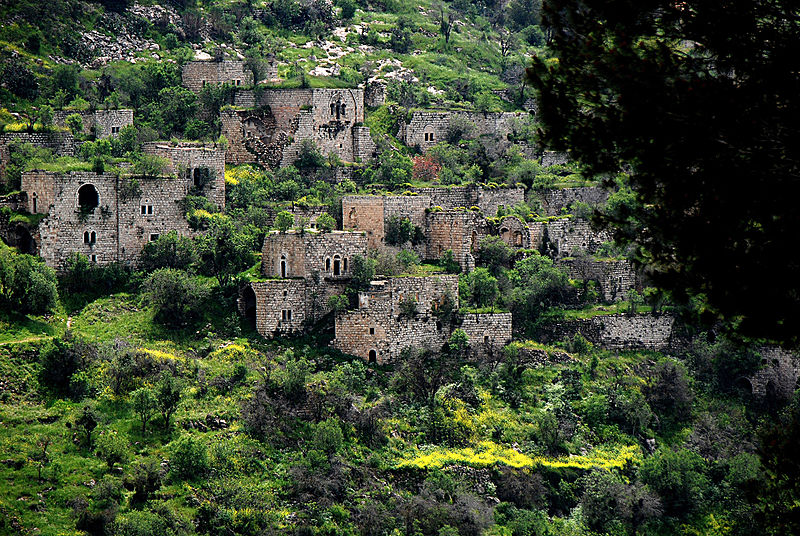
Case părăsite din fostul sat palestinian Lifta, ai cărui locuitori au fost alungați de milițiile evreiești.

În timpul exodului palestinian, liderii israelieni au decis împotriva reîntoarcerii refugiaților. În timpul unei vizite la Haifa, pe 1 mai 1948, Golda Meir a declarat: „evreii ar trebui să-i trateze 'cu echitate civilă și umană' pe arabii rămași, dar 'nu este treaba noastră să ne îngrijim de întoarcere[a celor care au fugit]”. Un grup alcătuit din „autorități locale”, mișcări ale kibuțurilor, departamente de colonizare ale instituțiilor naționale, comandanți Haganah și figuri influente precum Yosef Weitz și Ezra Danin au început să facă lobby împotriva repatrierii. Un Comitet de Transfer și o politică a faptului împlinit au fost puse în mișcare pentru a preveni întoarcerea refugiaților. În iulie, aceasta a devenit o politică oficială: proprietățile „absenților” au intrat în gestiunea guvernului israelian și numeroase sate palestiniene au fost rase de pe fața pământului.
Unii comentatori au tras o paralelă între restituirile de stat și private făcute de Germania către Israel pentru a încerca repararea confiscărilor din timpul Holocaustului, și compensațiile datorate palestinienilor alungați din casele lor în timpul formării statului Israel. Alții au comparat revendicările palestiniene privind retrocedări sau compensații cu revendicările etnicilor germani expulzați din statele est-europene la scurtă vreme după Holocaust și încheierea celui de-al Doilea Război Mondial.
În 1945, din cele 26,4 milioane de dunami de teren din Palestina Mandatară, 12,8 milioane erau deținute de arabi, 1,5 milioane de evrei, 1,5 milioane erau terenuri publice, iar 10,6 milioane constituiau deșerticul district Beersheba (Negev). În 1949, Israelul controla deja 20,5 milioane de dunami (aproximativ 20,500 km²), adică 78% din terenurile a ceea ce fusese anterior Mandatul Palestinei: 8% (aproximativ 1,650 km²) erau terenuri private controlate de evrei, 6% (aproximativ 1,300 km²) controlate de arabi, iar restul de 86% erau terenuri publice.

### Exodul palestinian din 1967
Războiul de Șase Zile a declanșat un nou exod al palestinienilor. Între 280.000 și 350.000 de palestinieni au fugit sau au fost alungați din Cisiordania, Fâșia Gaza și Înălțimile Golan ca rezultat al Războiului de Șase Zile; se crede că aproximativ 120.000-170.000 dintre ei erau deja refugiați din cauza primului război, fugind deci pentru a doua oară.

### Relația cu exodul evreilor din țările arabe

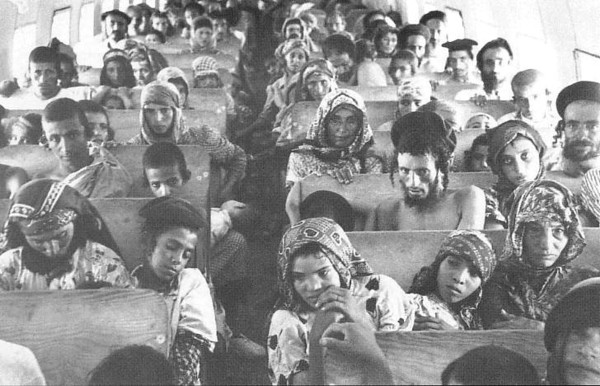
Evrei yemeniți pe drumul de la Aden spre Israel.

S-a făcut adesea comparație între situația refugiaților palestinieni și exodul evreilor din țările arabe, stabiliți acum în Israel sau în alte țări.
Se estimează că între 800.000 și 1.000.000 de evrei au fost ori forțați să-și părăsească locuințele, ori au plecat de bunăvoie din țările arabe începând din 1948 și până la începutul anilor 1970; 260.000 dintre ei au ajuns în Israel între 1948 și 1951, iar alți 600.000 până în 1972.
În 2000, Bobby Brown, consilier al prim-ministrului israelian Benjamin Netanyahu pe problemele diasporei, împreună cu delegați ai Congresului Mondial Evreiesc și ai Conferinței Președinților Principalelor Organizații Evreiești Americane au declanșat o intensă campanie pentru obținerea recunoașterii politice și juridice a evreilor din țările arabe ca refugiați. Sprijinitorii campaniei sperau că eforturile lor vor preveni acceptarea „dreptului de întoarcere” pentru palestinieni și vor reduce eventualele compensații pe care ar trebui să le plătească Israelul pentru proprietățile palestiniene confiscate sau distruse. Președintele american de la acea vreme, Bill Clinton, a acordat un interviu, în iulie 2000, canalului 1 de televiziune israelian și a dezvăluit un acord de recunoaștere ca refugiați a evreilor din țările arabe, lucru salutat drept o mare realizare de Ehud Barak, într-un interviu acordat lui Dan Margalit.
În 2002 a fost creată organizația „Justiție pentru evreii din țările arabe”, iar congresul ei fondator (alegerea consiliului director, finalizarea statutului organizației, etc) s-a desfășurat la Londra, în iunie 2008. Începând din noiembrie 2008, organizația a plănuit să întreprindă inițiative majore, iar în 2009 să organizeze un congres național în Israel. Principala realizarea a organizației până în acest moment este „repunerea problemei evreilor din țările arabe pe agenda Orientului Mijlociu”.

### Întoarcerea în localitatea natală
În noiembrie 2012, Mahmud Abbas, președintele Autorității Palestiniene, și-a reafirmat poziția că revendicarea dreptului de întoarcere nu se referă la întoarcerea în localitatea natală, ci într-un stat palestinian înființat între frontierele din 1967. Hamas a denunțat această nuanță. Abbas a clarificat ulterior (pentru presa arabă) că aceasta a fost opinia sa personală și nu o politică de renunțare la dreptul de întoarcere. Politicienii israelieni au denunțat clarificările lui Abbas.

## Rezoluția 194 a Adunării Generale a Națiunilor Unite
Subiectul dreptului de întoarcere al refugiaților a fost unul sensibil pentru palestinieni (și pentru țările arabe din regiune) încă de la crearea problemei refugiaților, în urma războiului arabo-israelian din 1948. Rezoluția 194 a Adunării Generale a Națiunilor Unite, care a fost adoptată pe 11 decembrie 1948,  a recunoscut pentru prima dată dreptul de întoarcere. 
Rezoluția 194 se referă și la situația din regiunea Palestina de la acea vreme, stabilind și definind rolul Comisiei de Conciliere a Națiunilor Unite ca organizație care să faciliteze pacea în regiune.

### Articolul 11 – Refugiații palestinieni
Articolul 11 al Rezoluției 194 stipulează că Adunarea Generală a Națiunilor Unite:
Decide că refugiaților care doresc să se întoarcă la casele lor și să trăiască în pace cu vecinii ar trebui să li se permită să facă acest lucru la data cel mai curând posibilă, iar celor care nu doresc să se întoarcă trebuie să li se plătească compensații pentru proprietăți și pentru pierderea sau deteriorarea acestora, compensații care, conform principiilor legilor internaționale sau echității, ar trebui acordate de guvernele sau autoritățile responsabile; Însărcinează Comisia de Conciliere să faciliteze repatrierea, reinstalarea și reabilitarea economică și socială a refugiaților și plata compensațiilor și să mențină relații strânse cu Directorul Fondului Națiunilor Unite pentru Refugiații Palestinieni și, prin intermediul acestuia, cu organele și agențiile corespunzătoare ale Organizației Națiunilor Unite;

### Interpretări
Sensul exact și calendarul de punere în aplicare a rezoluției au fost disputate încă de la început. Încă de la sfârșitul anilor 1960, articolul 11 a fost adesea citat de către cei care îl interpretează ca pe o bază a dreptului de întoarcere a refugiaților palestinieni.
Israelul a contestat adesea această interpretare, subliniind că textul precizează că refugiaților „ar trebui să li se permită” să se întoarcă la casele lor „la data cel mai curând posibilă” și că această recomandare se aplică doar celor „care doresc... să trăiască în pace cu vecinii”. În particular, David Ben-Gurion, întâiul prim-ministru al Israelului, a insistat într-o întrevedere cu membri ai Comisiei de  Conciliere că atât timp cât Israelul nu se poate baza pe hotărârea niciunui refugiat de a trăi „în pace cu vecinii” – consecință, a susținut el, a refuzului statelor arabe a trăi în pace cu statul Israel – reinstalarea palestinienilor nu poate fi o obligație pentru țara sa.

## Domeniul de aplicare

### Punctele de vedere ale suporterilor

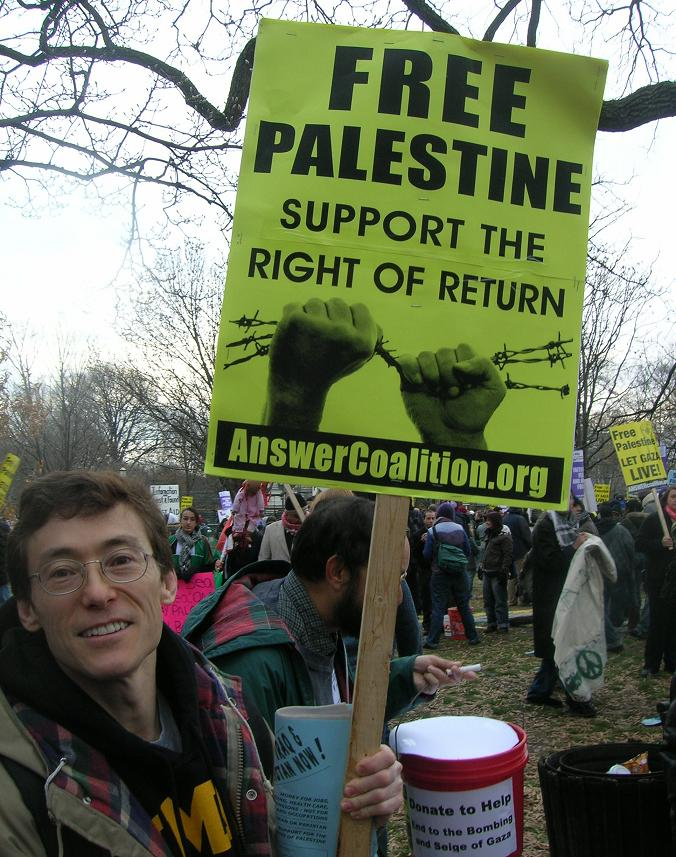
Protestatar cu pancartă susținând „Dreptul de întoarcere”, Washington, DC, 2009

Suporterii dreptului de întoarcere susțin că acesta se bazează în parte pe următoarele surse:
- Orice  persoană are dreptul de a părăsi orice țară, inclusiv a sa, și de a reveni în țara sa. . - Articolul 13(2), Declarația Universală a Drepturilor Omului (10 decembrie 1948).[7][65]
- Convenția de la Geneva din 1949.[65]
- Rezoluția 3236 a Adunării Generale a Națiunilor Unite, care „reafirmă  de asemenea dreptul inalienabil al palestinienilor de a se întoarce la casele lor și la proprietățile din care au fost strămutați și dezrădăcinați, și cheamă la reîntoarcerea lor”.[66]
- Rezoluția 242 a Consiliului de Securitate al ONU, care afirmă necesitatea „realizării unei soluționări juste a problemei refugiaților”.[67][68]

Conform profesorului în Drept Susan M. Akram, deși statutul resortisanților/cetățenilor palestinieni după crearea statului Israel a fost îndelung dezbătut, principiile recunoscute ale statelor succesoare și legile drepturilor omului confirmă că deznaționalizarea palestinienilor a fost ilegală și că ei își mențin dreptul de a se întoarce la locurile lor de originere.
Pe 15 martie 2000, un grup de 100 de palestinieni proeminenți de pe tot globul și-au exprimat opinia că dreptul de întoarcere este mai degrabă individual decât colectiv și că nu poate de aceea fi îngrădit sau anulat de nici un reprezentant al palestinienilor în nici o înțelegere sau tratat. Ei au argumentat că dreptul de proprietate „nu poate fi anulat de o nouă suveranitate sau ocupație și nu are un statut limitativ” și au mai afirmat că „exact pe baza acestui principiu evreii europeni și-au revendicat cu succes restituirea proprietăților pierdute în cel de-al Doilea Război Mondial”. Declarația lor s-a bazat în parte pe afirmația că, în anumite ocazii, palestinienii au fost expulzați din casele lor din Israel. Declarația respectivă a indicat că aceste expulzări s-au produs într-un număr de 531 de orașe și sate.
Unii libertarieni au argumentat dreptul de întoarcere al palestinienilor în special din perspectiva drepturilor de proprietate privată. În „Property Rights and the 'Right of Return'” (în română Dreptul de proprietate și „dreptul de întoarcere”) profesorul Richard Ebeling scrie: „dacă se ajunge la o înțelegere între israelieni și palestinieni, dreptatea ar sugera că toate proprietățile legitime ar trebui returnate proprietarilor lor de drept și că ar trebui să li se permită din nou acestora să locuiască pe proprietatea lor”. Avocatul Stephen Halbrook, în „The Alienation of a Homeland: How Palestine Became Israel” (în română Alienarea unei patrii: cum Palestina a devenit Israel), scrie: „arabii palestinieni au dreptul să se întoarcă la casele lor și la imobilele preluate de israelieni, să primească o compensație justă pentru pierderea de vieți și de proprietăți și să-și exercite autodeterminarea națională”. În „War Guilt in the Middle East” (în română Cauza războiului în Orientul Mijlociu), Murray Rothbard detaliază „agresiunea israeliană împotriva arabilor din Orientul Mijlociu”, politicile de confiscări și „refuzul” acestei țări „de a le permite acestor refugiați să se întoarcă și să-și revendice proprietățile care le-au fost luate”.
Autori palestinieni și internaționali au justificat dreptul de întoarcere al refugiaților palestinieni prin mai multe motive:
- Unii cercetători considerați parte a noilor istorici susțin că refugiații palestinieni au fost alungați sau expulzați de acțiunile grupurilor evreiești militante Haganah, Lehi și Irgun.[78][79]

Un raport al serviciului militar de informații SHAI al Haganah, intitulat „Emigrarea arabilor palestinieni în perioada 1/12/1947 – 1/6/1948” și datat 30 iunie 1948, afirmă că până pe 1 iunie 1948:
„Cel puțin 55% din totalul exodului a fost cauzat de operațiunile noastre (Haganah / armata israeliană)”. La acest procent, autorii raportului adaugă și operațiunile grupărilor Irgun și Lehi, care au cauzat „în mod direct circa 15%... din emigrare”. Alte 2% au fost atribuite ordinelor explicite de expulzare emise de trupele israeliene, iar 1% războiului psihologic declanșat de acestea. Calculul conduce la un procent de 73% al plecărilor cauzate direct de israelieni. În plus, raportul atribuie 22% din plecări „temerilor” și „unei crize de încredere” care afectau populația palestiniană. Cât despre apelurile arabe la refugiere, acestea au fost considerate a fi semnificative în doar 5% din cazuri...

### Punctele de vedere ale contestatarilor
Contestatarii dreptului la întoarcere al palestinienilor susțin că acest lucru ar distruge Israelul ca stat evreu și i-ar transforma pe evrei în minoritari în propria lor țară. În cadrul soluției celor două state, întoarcerea palestinienilor ar transforma Israelul într-un stat binațional având o minoritate evreiască și care s-ar învecina cu un stat palestinian suplimentar. Contestatarii consideră că solicitarea reîntoarcerii contrazice flagrant „soluția a două state pentru două popoare” și acest lucru i-a condus pe mulți israelieni să creadă că pacea israeliano-palestiniană nu este posibilă.
Oponenții dreptului de întoarcere îl resping bazându-se parțial pe următoarele surse:
- Nu există nici un mecanism formal în dreptul internațional care să ceară repatrierea refugiaților și a urmașilor lor în general, or a palestinienilor în particular. Nimic în legislația internațională, nici o rezoluție ONU obligatorie sau vreun acord între Israel și palestinieni nu ar cere acest lucru.[84]
Inclusiv:
- Faptul că Rezoluția 242 a Consiliului de Securitate al Națiunilor Unite nu menționează un drept de întoarcere și nici un alt tip de acord ca pe o soluție obligatorie, ci doar cheamă la o „reglementare justă” a problemei refuguaților. Conform lui Ruth Lapidoth, acest capitol ar include și problema refugiaților evrei din țările arabe și musulmane.[85][86]
- Faptul că nu există în Convenția ONU privind statutul refugiaților nici o mențiune privind descendenții acestora, iar convenția își încetează aplicarea în cazul acelor persoane care au dobândit între timp o nouă naționalitate.[87]

Declarațiile oficiale israeliene și multe din cele ale sprijinitorilor Israelului susțin de multă vreme că întreaga criză a refugiaților din 1948 a fost creată de armatele arabe care au invadat Palestina și care le-ar fi ordonat civililor palestinieni să evacueze zona luptelor pentru a permite forțelor arabe să opereze nestingherite. Israelul neagă în mod oficial orice responsabilitate pentru exodul palestinienilor, afirmând că fuga acestora a fost cauzată de invazia arabă.
Oponenții dreptului la întoarcere, precum Efraim Karsh, spun că din acest motiv Israelul nu este obligat să îi compenseze pe palestinieni sau să le permită să se întoarcă. Karsh scrie că palestinienii nu au fost victimele unui „mare plan sionist menit să-i dezrădăcineze”, ci mai degrabă au fost „agresorii din războiul din 1948–49”, de aceea sunt singurii responsabili pentru problema refugiaților. Karsh nu neagă că unii palestinieni au fost expulzați cu forța, dar plasează vina pentru grosul exodului pe elitele și liderii palestinieni și arabi care, scrie el, au fugit de la casele lor înainte de aprilie 1948 și au stârnit astfel o „reacție de panică”. Karsh scrie că liderii arabi și/sau forțele militare arabe au alungat un număr uriaș de palestinieni de la casele lor. Karsh susține că majoritatea palestinienilor și-au ales singuri statutul de refugiați și de aceea Israelul este absolvit de orice responsabilitate. Benny Morris argumentează că nou-formatul stat Israelian i-a considerat pe refugiații palestinieni, pe bună dreptate în opinia sa, drept inamici „care tocmai atacaseră comunitatea evreiască” și care, dacă li s-ar fi permis să se întoarcă, ar fi putut forma o a cincea coloană. Morris vede problema refugiaților ca pe o consecință a unui război pe care chiar aceștia l-ar fi instigat.
Unii critici ai dreptului palestinienilor la întoarcere mai susțin și că nu există nici un precedent internațional în acest sens, atrăgând atenția asupra celor 758.000–866.000 de evrei care au fost alungați, au fugit sau au emigrat din țările arabe din Orientul Mijlociu sau Africa de Nord între 1945 și 1956, care au pierdut proprietăți cifrate la mai multe miliarde de dolari. Doar pentru proprietățile pierdute în șapte țări arabe și Iran, Israelul a anunțat, în ianuarie 2019, că va solicita despăgubiri în valoare totală de 250 de miliarde de dolari. Aceiași critici afirmă și că, deoarece acești refugiați evrei nu au fost niciodată compensați și nici nu le-a fost permisă întoarcerea, iar liderii arabi și autoritățile internaționale în drept nu au exprimat nici o obiecție în acest sens, înseamnă că întreaga comunitate internațională a acceptat migrarea evreilor ca pe un fait accompli, creându-se în acest fel un precedent în regiune împotriva dreptului de întoarcere. Fostul ministru de externe israelian Moshe Sharett a sugerat chiar că migrarea refugiaților între Israel și Lumea arabă a constituit în esență un schimb de populație. El a mai afirmat că precedente precum schimbul a 2.5 milioane de oameni între Polonia și Uniunea Sovietică, precum și a 13 milioane de hinduși și musulmani care au traversat granița dintre India și Pakistan după partiție, au demonstrat că legea internațională nici nu cere în mod expres, nici nu așteaptă inversarea schimbului de populație. Ministrul a mai argumentat că precedentele nu solicită inversarea migrației nici măcar în cazurile exodurilor de populație într-o singură direcție, precum expulzarea a 900.000 de germani din Cehoslovacia după cel de-al Doilea Război Mondial. În viziunea lui Sharett, Israelul este tratat ca o excepție de la dreptul internațional.
Cercetătoarea Ruth Lapidoth a susținut că Rezoluția 194 a Adunării Generale a ONU nu specifică un „drept”, ci mai degrabă afirmă că refugiaților „ar trebui” să li se permită să se întoarcă. Ea a mai notat că rezoluțiile Adunării Generale nu sunt obligatorii pentru statele membre, iar această rezoluție își bazează recomandările pe două condiții: dacă refugiații doresc să se întoarcă și dacă vor fi dispuși să „trăiască în pace cu vecinii lor”. Ea consideră că ultima condiție nu este îndeplinită, citând acțiunile grupurilor militante palestiniene. Lapidoth concluzionează că refugiații palestinieni au dreptul să solicite o justă compensare, dar că nu au un „drept de întoarcere”.
Conform lui Lapidoth, profesorul în drept internațional Stig Jägerskiöld ar fi spus în 1966 că dreptul de întoarcere este unul individual și nu unul colectiv, și că „nu este destinat în nici un caz să rezolve revendicările maselor de oameni care au fost dislocate de războaie sau de transferuri politice de teritorii sau de populație, precum relocarea etnicilor germani din estul Europei după al Doilea Război Mondial, fuga palestinienilor din ceea ce a devenit Israel sau deplasarea evreilor din țările arabe”.
Andrew Kent, un profesor la Facultatea de Drept a Universității Fordham, argumentează că Israelul nu este obligat să accepte dreptul de întoarcere al palestinienilor, deoarece legea internațională în vigoare la data exodului palestinian din 1948 nu califica acțiunile israeliene drept ilegale, iar documentele citate de sprijinitorii dreptului de întoarcere, precum A patra Convenție de la Geneva și Tratatul internațional privind drepturile civile și politice, au intrat în vigoare după ce exodul palestinian avusese deja loc. Kent susține că aceste documente nu sunt aplicabile, deoarece legea internațională nu poate fi aproape niciodată aplicată retroactiv. Kent admite totuși că legea internațională ar mandata aproape sigur un drept de întoarcere dacă o deplasare în masă a unor refugiați în circumstanțe similare ar avea loc în ziua de azi.
Anthony Oberschall a susținut că un drept complet de întoarcere a refugiaților și a urmașilor acestora la casele lor de pe vremuri este nerealist, deoarece satele palestiniene nu mai există, iar în locul lor se află acum localități israeliene. El a mai argumentat că o înțelegere între cele două tabere ar trebui în mod ideal să ducă la o separare între ele și între respectivele lor state.

## Influența asupra procesului de pace

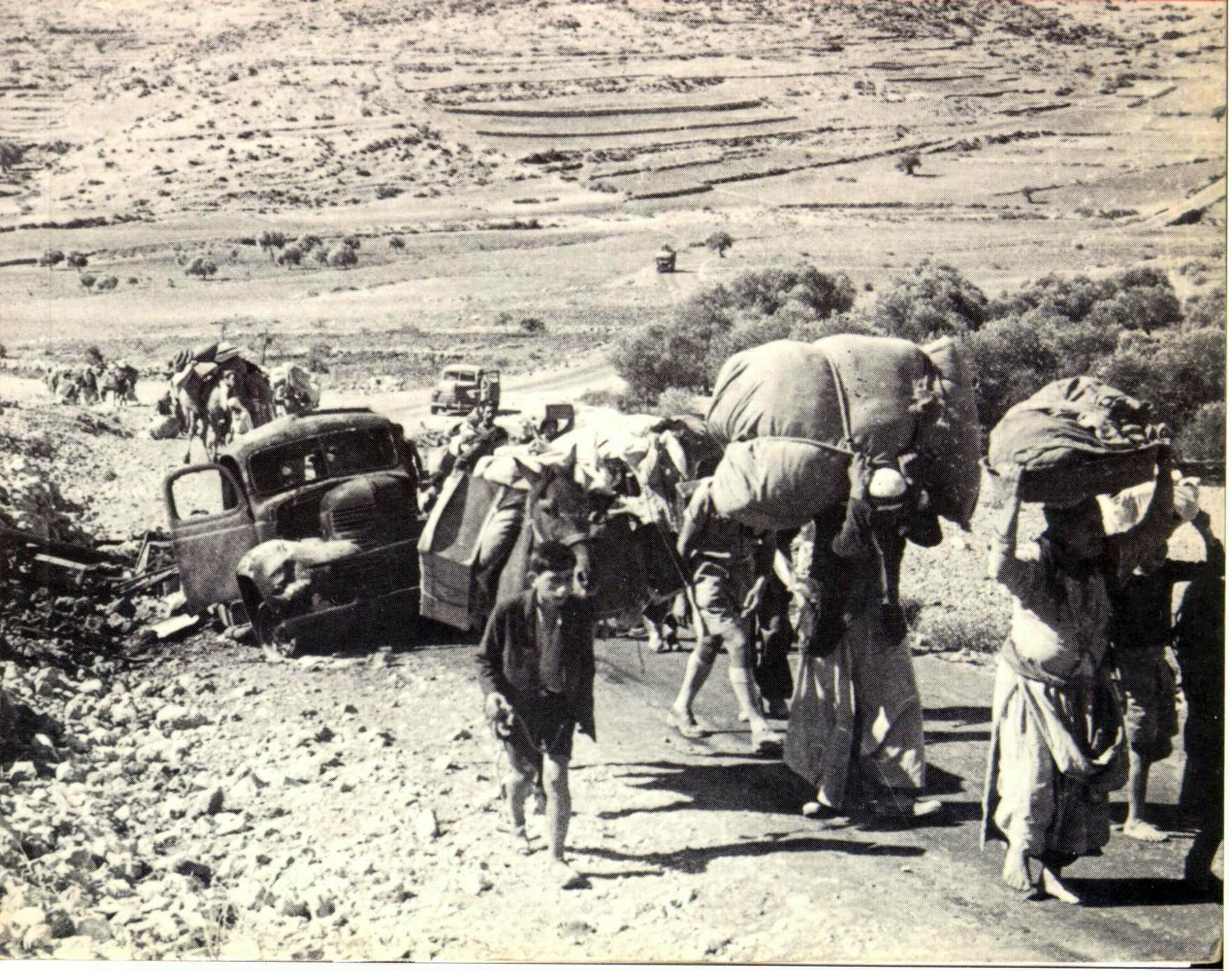
Refugiați palestinieni în 1948.

Discuțiile în contradictoriu pe marginea existenței sau nu a dreptului de întoarcere au perpetuat conflictul israeliano-palestinian, iar eșecul procesului de pace se datorează în mare parte și inabilității celor două părți de a găsi o soluție justă pentru ambele tabere.
Majoritatea palestinienilor consideră că și-au pierdut țara în momentul înființării statului Israel, în 1948, și văd dreptul de întoarcere ca pe un aspect crucial al oricărui acord de pace cu Israelul, chiar dacă vasta majoritate a refugiaților încă în viață și a urmașilor acestora nu vor alege să-și exercite acest drept. Palestinienii consideră că vasta majoritate a refugiaților sunt victimele epurării etnice israeliene în timpul războiului din 1948 și citează în acest sens masacre precum cel de la Deir Yassin. Toate grupările politice sau militante palestiniene, atât islamiste cât și socialiste, susțin cu tărie un drept de întoarcere. Autoritatea Națională Palestiniană vede întoarcerea refugiaților palestinieni ca pe un drept ne-negociabil.
Aproape toți evreii israelieni se opun unui drept de întoarcere literal al refugiaților palestinieni, pe temeiul că a permite un asemenea influx de palestinieni i-ar pune pe evrei în situația de a deveni o minoritate în Israel și ar transforma Israelul într-o țară arabă și musulmană. Din acest motiv nu doar dreapta și centrul politic, dar și majoritatea stângii israeliene, inclusiv extrema stângă, se opun dreptului de întoarcere. Stânga israeliană este în general deschisă unui compromis pe acest subiect și sprijină rezolvarea lui prin mijloace precum reparații financiare, inițiative de reunificare a familiilor și admiterea unui număr extrem de limitat de refugiați în Israel, dar se opune unui drept de întoarcere pentru toți refugiații. Marea majoritate a israelienilor crede că toți sau aproape toți refugiații ar trebui reinstalați într-un viitor stat palestinian, în țările lor actuale de rezidență sau în țări terțe. Conducerea politică israeliană s-a opus în mod constant dreptului de întoarcere, dar a sugerat în timpul tratativelor de pace că ar oferi compensații, asistență în reinstalare și drept de întoarcere pentru un număr extrem de limitat de refugiați, pe baza principiului reîntregirii familiilor sau a unor considerații umanitare.
Prima ofertă israeliană privind un drept limitat de întoarcere a fost făcută în 1949, la Conferința de la Lausanne, când Israelul s-a oferit să accepte întoarcerea a 100.000 de refugiați, deși nu neapărat la fostele lor locuințe, iar această ofertă îi includea pe cei circa 25.000 care se întorseseră clandestin, precum și 10.000 de cazuri de reunificare a familiilor. Oferta era condiționată de un tratat de pace care să-i permită Israelului să rețină tot teritoriul capturat care fusese alocat de ONU unui stat palestinian și de acceptul statelor arabe de a absorbi restul de 550.000–650.000 de refugiați. Arabii au respins propunerea din motive morale și politice, iar Israelul a retras-o rapid. La Summit-ul de la Camp David din 2000, 52 de ani mai târziu, Israelul s-a oferit să înființeze un fond internațional pentru compensarea proprietăților pierdute de refugiații palestinieni în 1948, fond la care și Israelul să contribuie. Israel s-a mai oferit să accepte întoarcerea a 100.000 de refugiați din considerente umanitare sau de reunificare a familiilor. Toți ceilalți refugiați ar fi trebuit reinstalați în actualele lor țări de rezidență, într-un viitor stat palestinian sau în terțe țări, urmând ca partea israeliană să contribuie cu 30 de miliarde de dolari în acest scop. În toată perioada din 1948 și până în prezent, majoritatea refugiaților originali au decedat fără să primească vreo compensație. În schimbul ofertei sale, Israelul a cerut ca Arafat să abandoneze pentru totdeauna dreptul de întoarcere, iar refuzul lui Arafat a fost citat drept una din cauzele principale ale eșecului summit-ului.
Dreptul palestinienilor la întoarcere a fost unul din subiectele a căror soluționare a fost amânată până în momentul unui „acord de statut final” în Acordurile de la Oslo din 1993. Nu doar că nu a existat între timp nici un „acord de statut final”, dar însuși procesul de pace început la Oslo a eșuat, iar eșecul său a fost o cauză majoră pentru a doua Intifadă și violențele care au urmat.
În 2003, în timpul Foii de parcurs pentru pace, ministrul de externe israelian Silvan Shalom a declarat că înființarea unui stat palestinian este condiționată de renunțarea la dreptul de întoarcere. Prim-ministrul Ariel Sharon a afirmat și el că Autoritatea Palestiniană trebuie să înceteze să mai revendice un drept de întoarcere, numindu-l „o rețetă pentru distrugerea Israelului”.
În 2008, Autoritatea Palestiniană a publicat o declarație prin care „îi cheamă pe toți palestinienii care trăiesc în străinătate să se îndrepte spre Israel pe sol, pe mare și prin aer” pentru a marca a 60-a aniversare a acestei țări.

## Încercări istorice de rezolvare

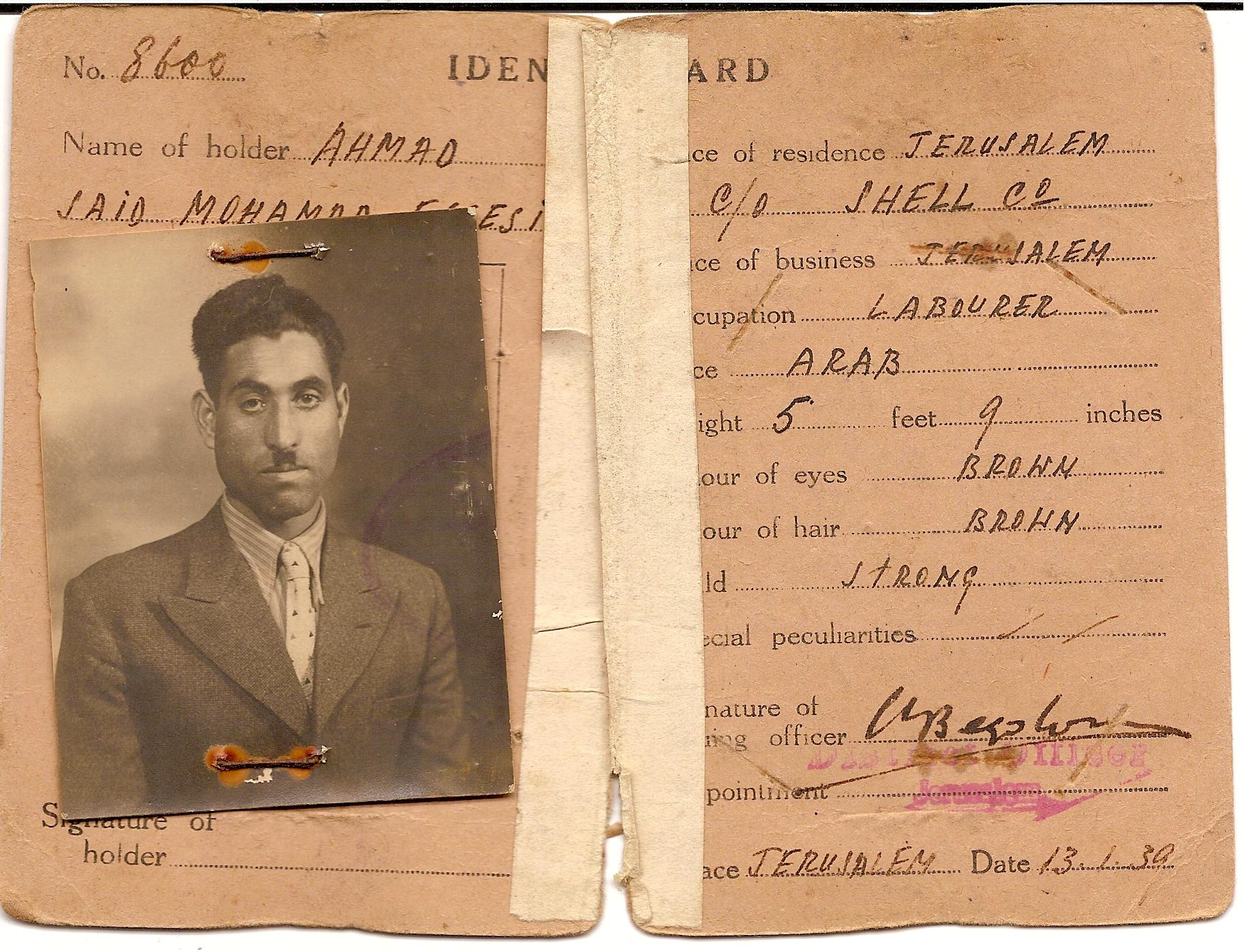
Act de identitate al lui Ahmad Said, refugiat palestinian.

După exodul palestinian din 1948 au existat multe încercări de rezolvare a disputei dreptului de întoarcere. Acestea au produs în cel mai bun caz doar rezultate minore.
În 1949, Mark Etheridge, reprezentantul american în Comisia de conciliere a Națiunilor Unite (UNCC), a sugerat că Israelul ar putea fi de acord să acorde cetățenie deplină celor 70.000 de locuitori arabi din Fâșia Gaza, precum și celor 200.000 de refugiați locuind în acel teritoriu, cu condiția ca Fâșia Gaza – la acea vreme parte a Egiptului – să fie încorporată în Israel. Delegația israeliană la UNCC a acceptat ideea, dar planul a fost respins și criticat de guvernele arabe, de Statele Unite și chiar de către guvernul israelian.
Pe 3 august 1949, în cadrul Conferinței de la Lausanne, Israelul a înștiințat UNCC că va permite unui număr de 100.000 de refugiați palestinieni să se întoarcă în Israel. Dar acest plan nu era destinat să rezolve întreaga criză a refugiaților, ci mai degrabă trebuia să „formeze o parte a unui plan general pentru reinstalarea refugiaților care urma să fie stabilit de către un organ special înființat … de către Națiunile Unite”. Israelul își rezerva dreptul de a permite instalarea refugiaților doar în zonele în care aceasta nu ar fi fost considerată a fi în detrimentul securității sau situației economice a statului. UNCC și guvernele arabe au comunicat pe acest subiect în manieră neoficială. Guvernele arabe au acceptat oferta, dar cu amendamente drastice aduse termenilor ei: anume că oferta se va aplica doar zonei alocate inițial pentru Israel de către Planul de partajare, că tuturor refugiaților originari din zone alocate pentru un stat arab sau pentru control internațional li se va permite imediat să se întoarcă la casele lor și că Israelul nu va putea exercita nici un control asupra locului reinstalării. Deoarece părțile au eșuat să cadă de acord asupra termenilor acestei propuneri, ea a fost retrasă în luna iulie a anului următor, odată cu declarația ministrului israelian de externe Moshe Sharett: „contextul în care a fost făcută acea ofertă a dispărut, iar Israelul nu mai este în nici un fel obligat de acea ofertă”.
Pe 23 august 1949, Statele Unite l-au trimis în regiune pe Gordon R. Clapp, președintele consiliului de administrație al Tennessee Valley Authority, în fruntea Misiunii Clapp. Aceasta era însărcinată cu prospectarea economică a capacității statelor arabe de a absorbi refugiați. Misiunea a eșuat dramatic în atingerea acestui scop. Clapp a explicat pe 16 februarie 1950, în fața Comitetului pentru afaceri externe al Camerei Reprezentanților: „Reinstalarea a fost un subiect pe care guvernele arabe nu au fost dispuse să îl discute, cu excepția Regelui Abdallah [sic]”. Misiunea a conchis că, deși repatrierea ar fi cea mai bună soluție pentru problema refugiaților, circumstanțele de pe teren nu vor permite decât ajutor filantropic. Mai mult, a recomandat ca acest ajutor să se limiteze la patru mici proiecte pilot: în Iordania, Cisiordania, Liban și Siria.
Pe 2 decembrie 1950, Adunarea Generală a Națiunilor Unite a adoptat Rezoluția 393, cu 46 de voturi pentru, 0 împotrivă și 6 abțineri. Rezoluția aloca pentru perioada 1 iulie 1951 – 30 iunie 1952 „nu mai puțin decât echivalentul a 30.000.000 $” pentru reintegrarea economică a refugiaților palestinieni din Orientul Apropiat „prin repatriere sau reinstalare”, restabilirea lor permanentă și eliminarea necesității ajutoarelor, „fără a fi prejudiciate dispozițiile paragrafului 11 al Rezoluției 194 a Adunării Generale”. În acest scop, Israelul a donat echivalentul a 2,8 milioane de dolari, iar statele arabe au promis circa 600.000 de dolari. Statele Unite și-au asumat cea mai mare contribuție, în valoare de 25 milioane de dolari.
Pe 29 noiembrie 1951, John B. Blandford Jr., pe atunci director al UNRWA, a propus cheltuirea a 50 de milioane de dolari pentru ajutorarea palestinienilor și alți 200 de milioane pe integrarea lor în comunitățile în care locuiau în acel moment. The New York Times a scris că Blandford dorea să vadă 150.000, până la 250.000 de refugiați instalați în țările arabe prin construirea unei infrastructuri economice care le-ar fi făcut integrarea mai plauzibilă și sustenabilă pentru respectivele țări. Pe 26 ianuarie 1952, Adunarea Generală a ONU i-a acceptat propunerea. În 1955, Henry Richardson Labouisse, care devenise între timp al treilea director al UNRWA, a raportat că „rezistența împotriva programelor de autosusținere este evidentă în special în cazurile de proiecte de dezvoltare pe scară largă, deoarece acestea le dau refugiaților inevitabil impresia că sunt însoțite de implicații politice serioase. Costul lor, mărimea și urmările lor permanente stârnesc în mintea refugiaților teama că a le accepta rezultatul va echivala cu renunțarea la speranța repatrierii”.
În 2002, fostul reprezentant al Organizației pentru Eliberarea Palestinei, Sari Nusseibeh, a propus un acord între Israel și Palestina care le-ar fi acordat palestinienilor un drept de întoarcere într-un viitor stat palestinian, dar nu în Israel. Propunerea a eșuat.
Inițiativa de pace de la Geneva din 2003, care a fost un acord între persoane și nu între reprezentanți oficiali ai guvernului israelian și ai poporului palestinian, a abandonat complet ideea dreptului de întoarcere. Acest document este extra-guvernamental și din acest motiv neoficial și cu caracter ne-obligatoriu.
În 2013, Universitatea Boston a găzduit conferința „Dreptul la întoarcere”.